# Lake City (Minnesota)
Lake City é uma cidade localizada no estado americano de Minnesota, no Condado de Goodhue e Condado de Wabasha.

## Demografia
Segundo o censo americano de 2000, a sua população era de 4950 habitantes.
Em 2006, foi estimada uma população de 5374, um aumento de 424 (8.6%).

## Geografia
De acordo com o United States Census Bureau tem uma área de
11,1 km², dos quais 11,0 km² cobertos por terra e 0,1 km² cobertos por água. Lake City localiza-se a aproximadamente 212 m acima do nível do mar.

## Localidades na vizinhança
O diagrama seguinte representa as localidades num raio de 24 km ao redor de Lake City.